# Carabus stscheglowi
Carabus stscheglowi is een keversoort uit de familie van de loopkevers (Carabidae). De wetenschappelijke naam van de soort is voor het eerst geldig gepubliceerd in 1827 door Carl Gustaf Mannerheim.